# أليسيا غارزا
أليسيا غارزا (بالإنجليزية: Alicia Garza)‏ هي ناشِطة أمريكية، ولدت في 4 يناير 1981 في لوس أنجلوس في الولايات المتحدة.

## النشأة والتعليم
ولدت غارزا لأم عزباء في أوكلاند، كاليفورنيا في 4 يناير 1981. أمضت السنوات الأربع الأولى لها في سان رافاييل، حيث تعيش مع والدتها الأمريكية من أصل أفريقي وشقيق والدتها التوأم. بعد ذلك عاشت مع والدتها وزوجها اليهودي، ونشأت في منزل أليسيا شوارتز في أسرة مختلطة الأعراق والديانات. تُعرّف غارزا نفسها على أنها يهودية. عاشت الأسرة أولًا في سان رافاييل ثم تيبورون، وأدارت شركة تحف بمساعدة شقيقها جوي الذي يصغرها بثماني سنوات.  عندما كانت في الثانية عشرة من عمرها، أصبحت أليسيا ناشطة، حيث روجت لتعليم التربية الجنسية المدرسية وتحديد النسل. واصلت نشاطها بعد التسجيل في جامعة كاليفورنيا، سان دييغو، من خلال العمل في مركز صحة والانضمام إلى اتحاد الطلاب الذي يدعو إلى دفع أجور أعلى لعمال نظافة الجامعة. في سنتها الأخيرة في الكلية، ساعدت على تنظيم المؤتمر الأول للنساء ذوات البشرة الملونة، وهو مؤتمر على مستوى الجامعة عقد في جامعة كاليفورنيا في سان فرانسيسكو عام 2002. تخرجت عام 2002 بدرجة بكالوريوس في الأنثروبولوجيا وعلم الاجتماع.

## النشاط في السياسة

### منظمة الأغلبية العظمى
تأسست المنظمة في ربيع عام 2019 وركزت على خلق قوة سياسية للمرأة الأمريكية. أُنشئت منظمة الأغلبية العظمى بواسطة غارزا وسيسيل ريتشاردز وآي جين بو. تعتزم المنظمة تدريب مليوني امرأة في جميع أنحاء أمريكا ليصبحن منظمات وناشطات وقادة قبل انتخابات 2020 لإنشاء حركة متعددة الأعراق والأجيال من أجل تحقيق مساواة المرأة. أحد الأهداف الرئيسية من هو إنشاء صفقة جديدة للمرأة، حيث يُنظر إلى قضايا المرأة مثل: حقوق التصويت، والإجازة العائلية مدفوعة الأجر، والأجر المتساوي. على أنها قضايا تؤثر على الجميع بالنسبة لرئاسة 2020، وكذلك خلق مساحة أكبر للمرأة في السياسة. في انتخابات عام 2020، قالت سيسيل ريتشاردز: ستنجح هذه المجموعة إذا كان 54% من الناخبين في هذا البلد من النساء وإذا تمكنا من إدخال القضايا التي تهتم بها النساء في هذا البلد وانتخاب رئيس ملتزم بهذه القضايا. 

### الانتخابات الرئاسية 2016
بينما كانت غارزا تنتقد دونالد ترامب، فقد انتقدت أيضًا باراك أوباما وهيلاري كلينتون، قائلة: يستخدم آل كلينتون السود في التصويت، ولكن بعد ذلك لا يفعلون أي شيء للمجتمعات السوداء إنهم يستخدموننا فقط أثناء التقاط الصور.

### الانتخابات الرئاسية 2020
ألقت غارزا كلمة أمام حشد من 200 طالب في انتخابات 2020 احتفالًا بشهر تاريخ السود.
تحدثت عن كيفية إساءة تفسير حركة (حياة السود مهمة) على أنها معادية للبيض، أو معادية لتنفيذ القانون أو أنها منظمة إرهابية. في هذا الخطاب، أظهرت دعمها للصفقة الخضراء الجديدة، وأدانت قمع الناخبين، ودعت إلى مزيد من المشاركة. أيدت غارزا إليزابيث وارن في الانتخابات التمهيدية للحزب الديمقراطي.

## جامعة كاليفورنيا في سان دييغو 2021
ستكون أليسيا غارزا هي المتحدثة الرئيسية في احتفالات 2021 في جامعة كاليفورنيا، سان دييغو، والتي ستقام في الفترة من 11 إلى 13 يونيو 2021. وقالت مستشارة الجامعة، المستشار كوهسلا، في تقرير صادر عن أخبار جامعة كاليفورنيا في سان دييغو: لقد أثر تصميم أليسيا غارزا على أن تكون حافزًا للتغيير بعمق على مجتمع الحرم الجامعي لدينا، ويشرفنا أن تكون المتحدثة الرئيسية في حفل التخرج. إن التزامها بالمساواة والحقوق الصحية للعمال المنزليين بالإضافة إلى إنهاء عنف الشرطة والعنصرية والعنف ضد المتحولين جنسيًا والأشخاص الملونين، كان له تأثير كبير على حياة الكثيرين في أمتنا وحول العالم.